# Lucy Jaramillo
Lucy María del Carmen Jaramillo Ogonaga (* 23. Februar 1983 in San Vicente de Pusir) ist eine ehemalige ecuadorianische Sprinterin und Hürdenläuferin, die sich auf die 400-Meter-Distanz spezialisiert hat. Aktuell ist sie Inhaberin des Landesrekordes über 400 m Hürden und feierte ihren größten Erfolg mit dem Gewinn der Silbermedaille in dieser Disziplin bei den Panamerikanischen Spielen 2011 in Guadalajara.

## Sportliche Laufbahn
Erste internationale Erfahrungen sammelte Lucy Jaramillo vermutlich im Jahr 2000, als sie bei den Jugendsüdamerikameisterschaften in Bogotá in 26,13 s den achten Platz im 200-Meter-Lauf belegte und über 400 Meter mit 56,23 s auf Rang vier gelangte. Zudem belegte sie mit der ecuadorianischen Sprintstaffel (1000 Meter) in 2:16,56 min ebenfalls den vierten Platz. Im Jahr darauf belegte sie bei den Südamerikameisterschaften in Manaus in 57,93 s den sechsten Platz im 400-Meter-Lauf und gelangte über 400 m Hürden mit 65,48 s auf Rang fünf. Zudem belegte sie mit der 4-mal-100-Meter-Staffel in 49,27 s den fünften Platz und gelangte mit der 4-mal-400-Meter-Staffel mit 3:50,71 min auf Rang vier. Anschließend gewann sie bei den Juegos Bolivarianos in Ambato in 60,89 s die Bronzemedaille im 400-Meter-Hürdenlauf hinter der Kolumbianerin Princesa Oliveros und Yusmely García aus Venezuela und sicherte sich mit der 4-mal-400-Meter-Staffel in 3:44,38 min die Silbermedaille hinter dem kolumbianischen Team. Daraufhin belegte sie bei den Juniorensüdamerikameisterschaften in Santa Fe in 57,95 s den siebten Platz über 400 Meter und wurde in 62,01 s Fünfte über 400 m Hürden. Kurz darauf gewann sie bei den Panamerikanischen Juniorenmeisterschaften ebendort in 59,82 s die Bronzemedaille im Hürdenlauf und schied über 400 Meter mit 57,42 s im Vorlauf aus. 2002 verpasste sie bei den Ibero-Amerikanischen Meisterschaften in Guatemala-Stadt mit 56,63 s ebenfalls den Finaleinzug über 400 Meter und belegte in 60,84 s den vierten Platz über die Hürden. Anschließend schied sie bei den Juniorenweltmeisterschaften in Kingston mit 62,97 s in der ersten Runde über 400 m Hürden aus, ehe sie bei den Juniorensüdamerikameisterschaften im Rahmen der Südamerikaspiele in Belém in 56,73 s und 62,12 s die Plätze fünf und vier über 400 Meter und 400 m Hürden belegte. Zudem gelangte sie dort mit der 4-mal-100-Meter-Staffel mit 48,82 s auf Rang fünf und gewann mit der 4-mal-400-Meter-Staffel in 3:45,70 min die Silbermedaille hinter dem brasilianischen Team.
2003 belegte sie bei den Südamerikameisterschaften in Barquisimeto in 55,43 s den siebten Platz über 400 Meter und erreichte mit 60,98 s Rang sechs über 400 m Hürden. Zudem gelangte sie dort mit 4-mal-400-Meter-Staffel mit 3:53,23 min auf Rang sechs. Im Jahr darauf gewann sie bei den U23-Südamerikameisterschaften ebendort in 54,52 s die Silbermedaille über 400 Meter hinter der Brasilianerin Joyce Chagas Prieto und sicherte sich in 60,65 s die Bronzemedaille über 400 m Hürden hinter der Venezolanerin Yusmely García und Jéssica Miller aus Uruguay. Anschließend klassierte sie sich bei den Ibero-Amerikanischen Meisterschaften in Huelva mit 54,83 s auf den siebten Platz im 400-Meter-Lauf. 2005 gewann sie bei den Südamerikameisterschaften in Cali in 59,78 s die Bronzemedaille im Hürdenlauf hinter den Brasilianerinnen Perla dos Santos und Lucimar Teodoro und belegte in 54,70 s den fünften Platz über 400 Meter. Zudem gelangte sie im 800-Meter-Lauf mit 2:08,77 min auf Rang vier und wurde mit der 4-mal-400-Meter-Staffel in 3:52,76 min Vierte. Anschließend siegte sie in 57,58 s im Hürdenlauf bei den Juegos Bolivarianos in Armenia und gewann dort zudem in 53,76 s die Silbermedaille über 400 Meter hinter der Kolumbianerin Norma González. Zudem gewann sie im Staffelbewerb in 3:45,12 min die Bronzemedaille hinter den Teams aus Kolumbien und Venezuela. Im Jahr darauf gewann sie bei den Südamerikameisterschaften in Tunja in 58,93 s erneut die Bronzemedaille im Hürdenlauf hinter Lucimar Teodoro und Perla dos Santos und belegte in 53,95 s den vierten Platz über 400 Meter. Zudem gewann sie mit der 4-mal-100-Meter-Staffel in 47,47 s gemeinsam mit Érika Chávez, Mayra Pachito und Victoria Quiñonez die Bronzemedaille hinter den Teams aus Brasilien und Kolumbien und sicherte sich auch mit der 4-mal-400-Meter-Staffel in 3:47,58 min gemeinsam mit Érika Chávez, Diana Armas und Karina Caicedo die Bronzemedaille hinter diesen beiden Mannschaften. 2007 gewann sie bei den Südamerikameisterschaften in São Paulo mit neuem Landesrekord von 53,44 s die Bronzemedaille über 400 Meter hinter den Brasilianerinnen Josiane Tito und Sheila Ferreira und sicherte sich auch im Hürdenlauf in 58,81 s die Bronzemedaille hinter den Brasilianerinnen Lucimar Teodoro und Luciana França. Zudem belegte sie mit der 4-mal-100-Meter-Staffel in 47,21 s den vierten Platz. Anschließend schied sie bei den Panamerikanischen Spielen in Rio de Janeiro mit 54,55 s und 60,30 s jeweils im Vorlauf über 400 und 400 m Hürden aus und belegte in 3:43,88 min den achten Platz in der 4-mal-400-Meter-Staffel. Daraufhin schied sie bei der Sommer-Universiade in Bangkok mit 55,05 s im Halbfinale über 400 Meter aus und kam über 400 m Hürden mit 59,67 s nicht über den Vorlauf hinaus. Im Jahr darauf gewann sie bei den Ibero-Amerikanischen Meisterschaften in Iquique in 57,9 s die Bronzemedaille im Hürdenlauf hinter den Brasilianerinnen Lucimar Teodoro und Gisele Cruz und belegte in 57,74 s den achten Platz.
2009 gewann sie bei den Südamerikameisterschaften in Lima in 58,45 s die Silbermedaille über 400 m Hürden hinter der Venezolanerin Madelene Rondón und belegte in 55,74 s den fünften Platz. Zudem gewann sie mit der 4-mal-400-Meter-Staffel in 3:45,99 min gemeinsam mit Karina Caicedo, Érika Chávez und María Corozo die Bronzemedaille hinter den Teams aus Brasilien und Kolumbien. Anschließend siegte sie bei den Juegos Bolivarianos in Sucre in 52,9 s über 400 Meter sowie in 57,77 s auch im Hürdenlauf und sicherte sich in beiden Staffelbewerben die Bronzemedaille. Im Jahr darauf belegte sie bei den Ibero-Amerikanischen Meisterschaften in San Fernando in 60,35 s den achten Platz über 400 m Hürden und 2011 belegte sie bei den Südamerikameisterschaften in Buenos Aires in 60,97 s den fünften Platz. Anschließend gewann sie bei den Panamerikanischen Spielen in Guadalajara in 56,95 s die Silbermedaille hinter der Kolumbianerin Princesa Oliveros und belegte mit der 4-mal-400-Meter-Staffel in 3:45,59 min den sechsten Platz. Im Jahr darauf belegte sie bei den Ibero-Amerikanischen Meisterschaften in Barquisimeto in 57,82 s den fünften Platz über 400 m Hürden und gelangte im Staffelbewerb mit 3:50,37 min auf Rang sechs. Daraufhin nahm sie im Hürdenlauf an den Olympischen Sommerspielen in London teil und schied dort mit 57,74 s in der ersten Runde aus. 2013 beendete sie dann ihre aktive sportliche Karriere im Alter von 31 Jahren.
In den Jahren 2003 und 2005 sowie 2007, 2009 und 2010 wurde Jaramillo ecuadorianische Meisterin im 400-Meter-Lauf sowie 2007, 2009 und 2010 auch über 400 m Hürden. Zudem wurde sie 2005 und 2007 auch Landesmeisterin über 800 Meter sowie 2007 auch im 100-Meter-Hürdenlauf.

## Persönliche Bestleistungen
- 400 Meter: 52,9 s, 23. November 2009 in Sucre
- 800 Meter: 2:08,77 min, 24. Juli 2005 in Cali
- 100 m Hürden: 14,88 s (+0,6 m/s), 19. Mai 2007 in Guayaquil
- 400 m Hürden: 56,50 s, 23. Juni 2012 in Cali (ecuadorianischer Rekord)